# Тюбукское сельское поселение
Тюбукское се́льское поселе́ние — муниципальное образование в Каслинском районе Челябинской области Российской Федерации. В рамках административно-территориального устройства муниципальное образование  соответствует административно-территориальной единице Тюбукский сельсовет.
Административный центр — село Тюбук.

## История
Статус и границы сельского поселения установлены Законом Челябинской области от 16 ноября 2004 года № 312-ЗО «О статусе и границах Каслинского муниципального района, городских и сельских поселений в его составе».

## Население
| 2002  | 2010  | 2011  | 2012  | 2013  | 2014  | 2015  |
| ----- | ----- | ----- | ----- | ----- | ----- | ----- |
| 4783  | ↘3690 | ↘3675 | ↘3619 | ↘3549 | ↘3480 | ↗3518 |
| 2016  | 2017  | 2018  | 2019  | 2020  | 2021  | 2023  |
| ↘3427 | ↘3382 | ↘3330 | ↘3267 | ↘3192 | ↗3226 | ↘3185 |

## Состав сельского поселения
| № | Населённый пункт | Тип населённого пункта       | Население |
| - | ---------------- | ---------------------------- | --------- |
| 1 | Аллаки           | деревня                      | ↘278      |
| 2 | Воскресенское    | село                         | ↘287      |
| 3 | Кисегач          | посёлок                      | ↘29       |
| 4 | Красный Партизан | посёлок                      | ↘233      |
| 5 | Тюбук            | село, административный центр | ↘2863     |